# Synodontis pleurops
Synodontis pleurops är en fiskart som beskrevs av Boulenger, 1897. Synodontis pleurops ingår i släktet Synodontis och familjen Mochokidae. IUCN kategoriserar arten globalt som livskraftig. Inga underarter finns listade i Catalogue of Life.